# Generali Ladies Linz 1992
Il Generali Ladies Linz 1992 è stato un torneo di tennis giocato sul sintetico indoor. È stata la 6ª edizione del Generali Ladies Linz, che fa parte della categoria Tier V nell'ambito del WTA Tour 1992. Si è giocato a Linz, in Austria, dal 10 al 16 febbraio 1992.

## Campionesse

### Singolare
Natalija Medvedjeva ha battuto in finale  Pascale Paradis-Mangon con il punteggio di 6–4, 6–2

### Doppio
Monique Kiene /  Miriam Oremans hanno battuto in finale  Claudia Porwik /   Raffaella Reggi-Concato con il punteggio di 6–4, 6–2